# Esoteric Circle
Esoteric Circle è il secondo album in studio del sassofonista norvegese Jan Garbarek, pubblicato nel 1971.

## Tracce
1. Traneflight – 2:51
2. Ralbalder – 8:15
3. Esoteric Circle – 5:22
4. Vips – 5:40
5. Sas 644 – 8:49
6. Nefertite – 2:05
7. Gee – 1:10
8. Karin's Mode
9. 7:30
10. Breeze Ending – 3:39

## Formazione
- Jan Garbarek – sassofono tenore
- Terje Rypdal – chitarra
- Arild Andersen – contrabbasso
- Jon Christensen – percussioni